# Tebenna chingana
Tebenna chingana là một loài bướm đêm thuộc họ Choreutidae. Nó được tìm thấy ở Cộng hòa Séc, Ukraina và the Khingan Range in Nga.